# Kostas Stafylidis
Kostas Stafylidis, född 2 december 1993 i Koufalia, Thessaloniki, Grekland, är en grekisk fotbollsspelare som spelar för 1899 Hoffenheim. 

## Karriär
Stafylidis började sin karriär som ungdomsspelare i PAOK.
Den 18 januari 2018 lånades Stafylidis ut till Stoke City över resten av säsongen 2017/2018.